# آن کورون
آن کورون (انگلیسی: Anne Curwen)؛ (زاده ۷ مه ۱۸۸۹ - درگذشته ۱۳ سپتامبر ۱۹۷۳) دم آن می کورون دبیرکل انجمن زنان مسیحی جهان (YMCA) در کشور بریتانیای کبیر بود. آن نشان امپراطوری بریتانیا را دریافت نمود.
او عضو هیئت صندوق توسعهٔ ملل متحد برای زنان بود و بعدها جایره پناهندگان نانسن را دریافت کرد.

## زندگی‌نامه
آن کورون در دبیرستان برکن‌هد و کالج هاروگیت تحصیل کرد و در کالج نیونهام در کمبریج به ادامه تحصیل پرداخت و در آنجا موفق به کسب رتبه اول در تاریخ شد. پس از تدریس، در ۱۹۱۶ منشی بیمارستان‌های زنان اسکاتلند شد. در ۱۹۱۹ آن کورون به عنوان دبیر آموزش و پرورش به YWCA پیوست، سپس به عنوان دبیرکل ملی از ۱۹۳۰ تا ۱۹۴۹ خدمت کرد.
پس از بازنشستگی، او همچنان در کمیته‌های مختلف رفاه عمومی حضور داشت و علاقه خاصی به موضوع پناهندگان داشت. او از ۱۹۵۴ تا ۱۹۵۸ نماینده بریتانیا در صندوق پناهندگان سازمان ملل و رئیس شورای بریتانیا برای کمک به پناهندگان بود و از ۱۹۶۲ تا زمان مرگش در سال ۱۹۷۳ در این سمت قرار داشت.